# SPAD S.XIII
El SPAD S.XIII fue un caza monoplaza de la Primera Guerra Mundial, construido en Francia por la Société Pour l´Aviation et ses Dérivés anteriormente Société Pour les Appareils Deperdussin que cambió su nombre al ser adquirida por Louis Blériot.

## Historia, diseño y desarrollo
No es de extrañar que el éxito del SPAD S.VII condujese a desarrollos del mismo diseño básico. Así, poco antes de la aparición del SPAD S.XII , la compañía empleó el S.VII como base para un biplaza de reconocimiento y bombardeo ligero que difería primordialmente por presentar sus alas biplanas dotadas de ligera flecha y decaladas a fin de compensar la alteración del centro de gravedad que había causado la extensión del fuselaje para dar acomodo al segundo tripulante. Designado SPAD S.XI y puesto en servicio a finales de 1917, este modelo estaba propulsado por una nueva y más potente versión (235 cv) del motor Hispano-Suiza 8, versión que no consiguió erradicar algunos de sus problemas básicos de desarrollo. De este modo la escasa fiabilidad de la planta motriz, sumada a la inestabilidad derivada de la sensibilidad del avión a la distribución de cargas, hizo que el modelo fuese impopular y que se decidiese su retirada del servicio de primera línea a mediados de 1918.
La historia del SPAD S.XIII fue, empero, completamente diferente, pues su éxito superó por buen margen al del S.VII, hasta el punto que del S.XIII se llegaron a montar 8.472 aviones. Este modelo difería del S.VII por presentar mayor envergadura alar, los alerones mejorados y varias reformas de carácter aerodinámico, además de la mayor potencia suministrada de la versión alternativa del motor Hispano-Suiza 8B instalada en el S.XII. El prototipo realizó su primer vuelo el 4 de abril de 1917 y su considerable mejora de prestaciones propició que entrase rápidamente en servicio: los primeros ejemplares fueron desplegados en el Frente Occidental a finales de mayo de 1917. Este tipo reemplazo a los S.VII y últimos modelos Nieuport 28 en el seno de los escuadrones de caza franceses, fue pilotado por ases tales como René Fonck, Georges Guynemer y Charles Nungesser y sirvió también en el Royal Flying Corps, y en las fuerzas aéreas de Bélgica, Italia y Estados Unidos. Una casi insaciable demanda por este magnífico caza supuso que al final de las hostilidades tuviesen que cancelarse enormes pedidos que ascendían a 10 000 unidades.
Poco antes de que concluyese la guerra fue puesta en servicio una versión mejorada del S.XIII, un caza monoplaza de reconocimiento al que se asignó la denominación de SPAD S.XVII. Equipado con dos cámaras, pero con el armamento reducido a una única ametralladora, tenía la estructura refinada y reforzada a fin de poder aceptar la instalación de un motor Hispano-Suiza 8F de 300 cv nominales que confería a esta versión una velocidad máxima de 240 km/h a cota óptima. Su producción totalizó 20 ejemplares. La construcción de una variante mejorada, a la que se había dado la denominación de SPAD S.XXI, se frustró por el fin de la guerra.
En España volaron algunos en aeroclubes. En el momento de estallar la guerra civil, solo operaba uno en versión civil en el aeródromo Sanjurjo. Tras el comienzo de la guerra civil, fue decorado con camuflaje militar y cayó derribado en las primeras semanas de la guerra.

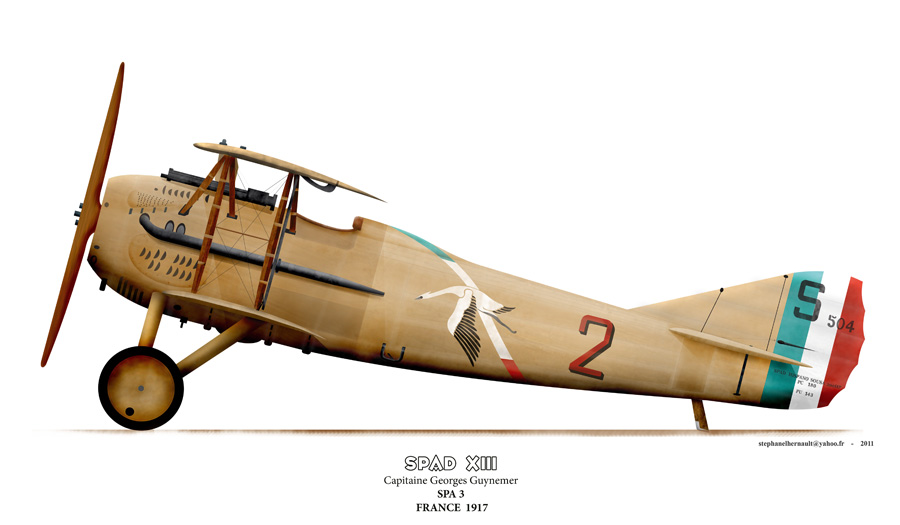
SPAD XIII Georges Guynemer
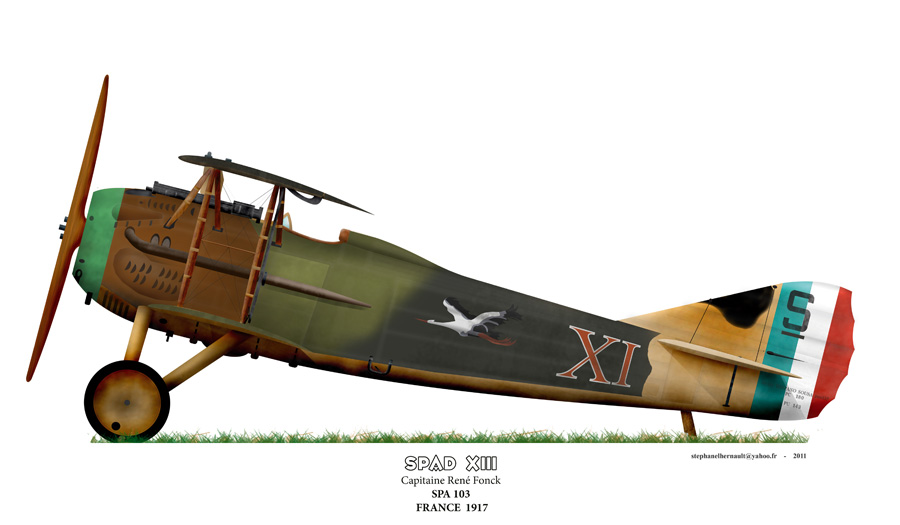
SPAD XIII René Fonck
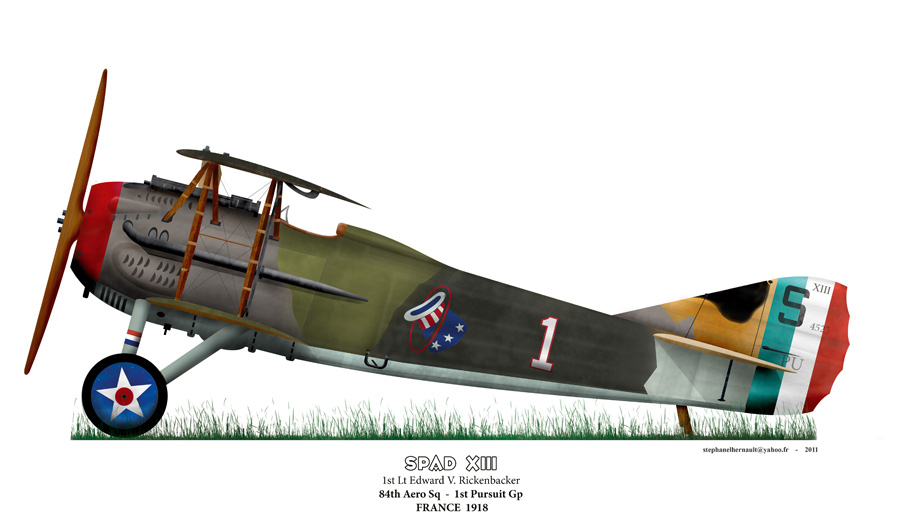
SPAD XIII Edward Rickenbacker
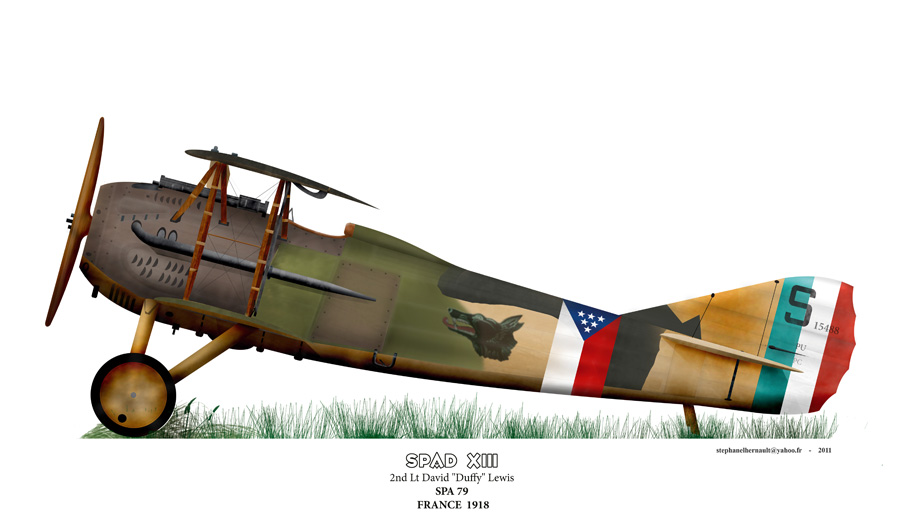
SPAD XIII David "Duffy" Lewis

## Especificaciones (SPAD S.XIII)

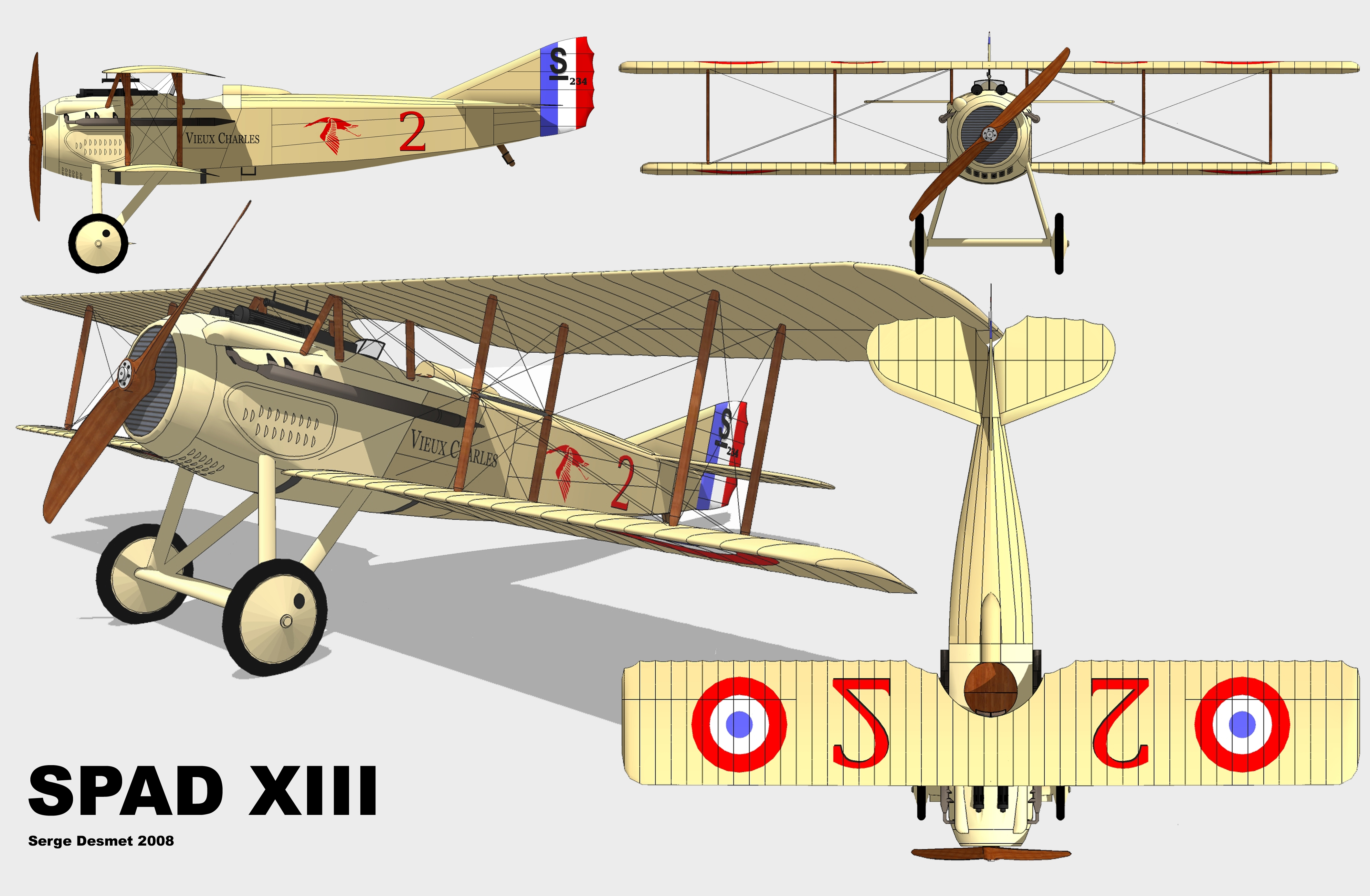

### Características generales
- Tripulación: 1
- Longitud: 6,3 m (20,7 ft)
- Envergadura: 8,1 m (26,6 ft)
- Altura: 2,4 m (7,7 ft)
- Peso máximo al despegue: 845 kg (1862,4 lb)
- Planta motriz: 1× motor en V Hispano-Suiza 8Be.
  - Potencia: 162 kW (217 HP; 220 CV)
- Hélices: 1× bipala de madera de paso fijo por motor.

### Rendimiento
- Velocidad nunca excedida (Vne): 225 km/h (140 MPH; 121 kt) a 2 000 m
- Alcance: 2 horas
- Techo de vuelo: 6650 m (21 818 ft)

### Armamento
- Ametralladoras: 2× Vickers 7,7 mm

### Desarrollos relacionados
- SPAD S.VII
- SPAD S.XI
- SPAD S.XII
- SPAD S.XVII
- SPAD S.XXI

### Aeronaves similares
- Fokker D.VII
- Sopwith Camel
- Royal Aircraft Factory S.E.5
- Ansaldo Balilla

### Listas relacionadas
- Anexo:Cazas de la Primera Guerra Mundial
- Anexo:Lista de biplanos